# Нытвенский пруд
Нытвенский пруд — крупный искусственный водоём в низовьях реки Нытва в Нытвенском районе Пермского края.

## Характеристика
Площадь водоёма составляет 9,1 км², объём — 32,2 млн м³.
Пруд протянулся с северо-запада на юго-восток на 9 км при средней ширине 1,5 км. Абсолютный уровень уреза воды в верхнем бьефе составляет 102 м; в нижнем бьефе — 90,9 м. Средняя глубина — 3,1 м; максимальная глубина — 12 м. Площадь водосбора составляет 802 км².
Максимальные уровни воды наблюдаются в конце апреля, а минимальные — зимой.
Плотина земляная, длиной 800 м, высотой 10 м.

## Описание
Создан в XVIII веке при строительстве Нытвенского медеплавильного завода.
На берегах расположены город Нытва (на востоке), деревня Конино (на западе) и примыкающие к ним дачные посёлки.
Используется для производственного водоснабжения ОАО «Нытва» и водоснабжения города. Является популярным местом отдыха местного населения.
В пруду водятся окунь, плотва, карп, щука, уклейка, густера, язь, ёрш, верховка и вьюн.
В пруд впадает Малая Шерья и малые реки Хвоевая, Гаревая, Бартевка, Песьянка, Фарутка.